# Dansk tegnsprog
Dansk tegnsprog (DTS) er et tegnsprog, der især tales af døve i Danmark. Det er et naturligt sprog, som er udviklet gennem mange århundreder, men først grundigt beskrevet og benyttet som førstesprog ved undervisning af døve børn fra starten af 1800-tallet, hvor den danske læge, Peter Atke Castberg, efter en studierejse til Frankrig indså nødvendigheden af at tale til de døve på det sprog, de kunne, i stedet for at forsøge at gøre dem hørende.
Mange danske døve kender til andre landes tegnsprog, især det amerikanske ASL, der bruges meget ved kommunikation mellem døve fra forskellige lande[kilde mangler].
Som et delelement i det danske tegnsprog er der mundhåndsystemet, der er et mundaflæsningsstøttesystem opfundet i Danmark af Georg Forchhammer, forstander ved Nyborgskolen i starten af 1900-tallet. I det angiver højre hånds fingres bevægelser konsonanterne i det talte sprog, og det bruges som støtte ved mundaflæsning. Der findes i dag kun ganske få døve i Danmark, som kommunikerer ved hjælp af mundhåndsystem.
Derudover indgår der i det danske tegnsprog enkelte "lånetegn" fra især amerikansk tegnsprog, ASL[kilde mangler].

## Status
Dansk tegnsprog er formelt blevet anerkendt i Folketinget 13. maj 2014 af alle partier via en lovændring til Lov om Dansk Sprognævn.
Danmarks tegnsprogsdag er 13. maj.

## Klassificering
Castberg havde et kendskab til fransk tegnsprog, men præcis hvordan det har påvirket dansk tegnsprog er uklart. Han foreslog et håndalfabet i 1808 baseret på det spanske håndalfabet. I 1977 vedtog Danske Døves Landsforbund at bruge en variant af det amerikanske håndalfabet med tilføjede tegn for æ, ø og å.
Henri Wittmann placerer dansk tegnsprog som en del af den franske tegnsprogsfamilie ud fra ligheder i ordforrådet.
Norsk tegnsprog beskrives generelt som et sprog der udviklede sig fra dansk tegnsprog. Men det er muligvis påvirket både af dansk tegnsprog samt allerede eksisterende tegnsprog, ligesom situationen for svensk tegnsprog og finsk tegnsprog.